# Julija Šuljar
Julija Pavlivna Šuljar (in ucraino Юлія Павлівна Шуляр?; Žytomyr, 12 agosto 1997) è un'atleta paralimpica ucraina specializzata nei 400 metri piani e classificata T20.

## Biografia
Nel 2018 prende parte ai campionati europei paralimpici di Berlino, dove conquista la medaglia d'argento nei 400 metri piani T20. L'anno successivo è medaglia d'argento anche ai campionati mondiali paralimpici di Dubai 2019, mentre nel 2021 si laurea campionessa europea con il tempo di 56"83, nuovo record continentale T20, ai campionati europei paralimpici di Bydgoszcz e conquista la medaglia d'argento ai Giochi paralimpici di Tokyo, portando il record europeo a 56"18.
Nel 2023 è medaglia d'argento nei 400 metri piani T20 ai campionati mondiali paralimpici di Parigi, città che le regala anche la medaglia d'oro sulla medesima distanza ai Giochi paralimpici del 2024.

## Record nazionali
- 400 metri piani T20: 55"16 ( Parigi, 3 settembre 2024)

## Progressione

### 400 metri piani T20
| Stagione | Tempo   | Luogo   | Data       | Rank. Mond. |
| -------- | ------- | ------- | ---------- | ----------- |
| 2024     | 55"16   | Parigi  | 3-9-2024   | 3ª          |
| 2023     | 56"25   | Vichy   | 9-6-2023   | 2ª          |
| 2021     | 56"18   | Tokyo   | 31-8-2021  | 2ª          |
| 2019     | 58"04   | Dubai   | 15-11-2019 | 2ª          |
| 2018     | 58"59   | Berlino | 22-8-2018  | 3ª          |
| 2016     | 1'00"47 | Ankara  | 1-7-2016   | 7ª          |

## Palmarès
| Anno | Manifestazione                  | Sede      | Evento          | Risultato | Prestazione | Note                                     |
| ---- | ------------------------------- | --------- | --------------- | --------- | ----------- | ---------------------------------------- |
| 2018 | Campionati europei paralimpici  | Berlino   | 400 m piani T20 | Argento   | 58"59       |                                          |
| 2019 | Campionati mondiali paralimpici | Dubai     | 400 m piani T20 | Argento   | 58"04       | Miglior prestazione personale            |
| 2021 | Campionati europei paralimpici  | Bydgoszcz | 400 m piani T20 | Oro       | 56"83       | Record europeo                           |
| 2021 | Giochi paralimpici              | Tokyo     | 400 m piani T20 | Argento   | 56"18       | Record europeo                           |
| 2023 | Campionati mondiali paralimpici | Parigi    | 400 m piani T20 | Argento   | 56"29       | Miglior prestazione personale stagionale |
| 2024 | Giochi paralimpici              | Parigi    | 400 m piani T20 | Oro       | 55"16       | Miglior prestazione personale            |